# やさしい死神
『やさしい死神』（やさしいしにがみ）は、大倉崇裕による日本の推理小説の短編集。
落語シリーズの第3作目で、新米編集者だった間宮緑の成長が窺える一作となっている。

## 収録作品・初出
- やさしい死神（『創元推理21』2001年冬号〈9月〉）
- 無口な噺家（『創元推理21』2003年春号〈2月〉）
- 幻の婚礼（書き下ろし）
- へそを曲げた噺家（『ミステリーズ!』vol.4〈2004年3月〉）
- 紙切り騒動（書き下ろし）

## 登場人物
牧 大路（まき おおみち）
落語専門誌『季刊落語』編集長。ベレー帽をかぶっている。
間宮 緑（まみや みどり）
『季刊落語』編集者。

## 各話あらすじ
やさしい死神（やさしいしにがみ）
実力派の若手真打ち・月の家花助の寄席に行った緑は、笑いに包まれる客席からにこりともせず高座の花助を睨み付ける奇妙な客に気付き、牧に報告する。その後、牧によって花助の師匠で落語界の重鎮である名人・月の家栄楽に紹介された緑は、落語界の未来を憂える栄楽から「花朝」の名を聞く。破門した元弟子の名まで出す栄楽に、牧は彼の衰えを感じざるを得なかった。
翌日、風邪で寝込んでいた栄楽が自宅で昏倒し入院することとなった。救急車で運ばれる直前、栄楽は「死神にやられた」と話していたのを弟子が聞いていた。果たして「死神」とは……。
月の家 花助（つきのや はなすけ）
滑稽噺を得意とする噺家。28歳。栄楽の直弟子で、月の家一門から久しぶりに出た名人候補。
月の家 栄楽（つきのや えいらく）
落語界の重鎮。75歳。名人の松の家葉光や鈴の家梅治（「三人目の幽霊」参照）ですら頭が上がらない。
月の家 花朝（つきのや かちょう）
3年前に落語界の御法度を破り、栄楽一門を破門になった噺家。花助の兄弟子。
月の家 善蔵（つきのや ぜんぞう）
栄楽門下の弟子。真打ちになって10年になる中堅。
月の家 へん平（つきのや へんぺい）
入門4年目の20歳。前座。
無口な噺家（むくちなはなしか）
実力はあるのに人気がなく、先行きを危ぶまれていた2人の噺家がいた。育ちの良さが災いし、上を目指す野心に欠ける2人だったが、病気休養していた師匠・文喬の復帰を前に、その高座が突然格段に上達した。裏には、昭和の大名人・文吉の名跡継承問題が深く絡んでいるようで……。
松の家 伸喬（まつのや しんきょう）
文喬の弟子。文三とは同期入門で、共に実力派だが、なぜか人気がない。栃木の鉄工会社の社長の三男。
松の家 文三（まつのや ぶんぞう）
おむすび形の愛嬌のある顔をしている。滑稽噺が得意。文喬の弟子。京都の繊維メーカーの社長の次男。
河内 公彦（かわち きみひこ）
月島にある寄席、如月亭の席亭。
松の家 文吉（まつのや ぶんきち）
昭和初期から中期にかけて大名人として活躍した噺家。30年前に95歳で亡くなった。
松の家 文喬（まつのや ぶんきょう）
文吉最後の弟子と言われる。72歳。松の家一門では葉光と並ぶ。「松の家文吉を偲ぶ会」を企画するが、脳梗塞で倒れてしまう。
松の家 葉太（まつのや ようた）
真打ちになって5年、中堅の噺家。音曲噺や人情噺を得意とする。
大下 彦平（おおした ひこへい）
如月亭の向かいにある大下書店の主人。悪戯の救急通報に困っている。
幻の婚礼（まぼろしのこんれい）
上司の牧が、鈴の家葉光一門の海外公演の取材のためアメリカにいき、一人で全ての業務をこなさなければならず激務に追われる緑は、鈴の家梅太郎からある相談を受ける。
小学校の同級生から結婚式の司会を頼まれた梅太郎が、当日に式場へ行くと、依頼してきた彼女の式の予定はなく、連絡も取れなくなってしまったという。唯一、招待客の一人と連絡がつくが、「彼女は死んだ」と聞かされる。梅太郎に頼まれた緑が、先代編集長の手を借りて真相究明に挑む。
鈴の家 梅太郎（すずのや うめたろう）
31歳。3年前に真打ちになった。表情や指先までこだわった繊細な芸が身上。
守山 秋朗（もりやま あきお） / 君原 光司（きみはら こうじ）
如月亭のパンフレット印刷を請け負う、月島5丁目の印刷会社の社長とその従業員。
三鶯亭 小菊（さんおうてい こぎく）
緑と親しい女性噺家。
鈴の家 なまちゃ（すずのや なまちゃ）
梅太郎の弟弟子。二つ目。
京 敬哉（かなどめ たかや）
『季刊落語』の先代編集長。牧の師匠。89歳。
へそを曲げた噺家（へそをまげたはなしか）
名人・華駒亭番治が十八番の「富久」を高座にかけている時、客席から携帯電話の着信音が鳴り響く。会場は白け、当の番治も怒って下座してしまう。携帯電話の主は番治の後援会会長、入場前に確かに電源を切ったのを確認したと言う。何とか番治に機嫌を直してもらいたくて、電源を入れた犯人を見つけて欲しいと依頼してくる。
華駒亭 番治（はなごまてい ばんじ）
名人。気分屋で我が儘なところがあり、忌み嫌う者もいる。
野田 靖臣（のだ やすおみ）
華駒亭番治後援会会長。番治の高座中に、電源を切ったはずの携帯電話が鳴ってしまい、番治の機嫌を損ねてしまう。
幸崎 静男（こうさき しずお）
築地三丁目の寄席、築地亭の席亭。経営難が囁かれている。
元介（げんすけ）
築地亭の下足番。野田に牧のことを教える。
川又（かわまた）
華駒亭番治後援会副会長。
華駒亭 八重駒（はなごまてい やえごま）
番治の弟子。真打ちになって3年、35歳。
華駒亭 駒平（はなごまてい こまへい）
昨年脳梗塞で亡くなった、番治の師匠。
紙切り騒動（かみきりそうどう）
京楽一門期待の若手、松の家京太が師匠から破門を言い渡される。翌日、『季刊落語』編集部を訪れた京太は一枚の切り絵を取り出す。一昨年の京楽の家の大掃除の際に京太が見つけ、その絵に惚れ込み勝手に持ち出したことがバレてしまい、落語を辞めて紙切りをやりたいと正直に言ったところ、破門されたと言う。何としても「伝説の紙切り芸人」と呼ばれた光影の弟子になりたい京太は、光影を探し出して欲しいと頼んでくる。
松の家 京太（まつのや きょうた）
滑稽噺を得意とする噺家。
松の家 京楽（まつのや きょうらく）
京太の師匠。
柳々齊 一春（りゅうりゅうさい ひとはる）・柳々齊 二春（りゅうりゅうさい ふたはる）
「紙切り」芸で有名な親子。
光影（こうえい）
「紙切り光影」の名で知られた伝説の紙切り芸人。30年ほど前に関西を中心に活動していた。生い立ちや経歴の一切が謎に包まれる。
池松 文定（いけまつ ふみさだ）
京都の寄席、鴨居亭の席亭。
岡倉（おかくら）
大阪の玉造演芸場の社長。昼間は上方落語組合事務局で事務の手伝いをしている。

## 作中登場落語
| - やさしい死神 - 口入屋 - 死神 - 金明竹 - 素人鰻 - 強情灸 - 蒟蒻問答 | - 無口な噺家 - 桜鯛 - 宿屋仇 - 子ほめ - 粗忽の釘 - 三枚起請 - つる - 花見の仇討ち | - 幻の婚礼 - 子別れ 下・子は鎹 - ぞろぞろ | - へそを曲げた噺家 - 富久 - 試し酒 - 愛宕山 - 不動坊 - 宿屋の富 | - 紙切り騒動 - 親子酒 - 宿替え |